# Knallen, Antarktis
Knallen är en bergstopp i Antarktis. Den ligger i Östantarktis. Norge gör anspråk på området. Toppen på Knallen är 1 480 meter över havet.
Terrängen runt Knallen är huvudsakligen lite kuperad. Trakten är obefolkad. Det finns inga samhällen i närheten.